# Kamloops Blazers
Kamloops Blazers – kanadyjski klub hokejowy z siedzibą w Kamloops. grająca w Western Hockey League w dywizji B.C., konferencji zachodniej. Założona w 1981 roku jako następca drużyny New Westminster Bruins.
Najwięskzymi osiągnięciami zespołu jest trzykrotne zdobycie Memorial Cup w latach: 1992, 1994 i 1995 oraz sześciokrotne zdobycie Ed Chynoweth Cup dla najlepszej drużyny ligi WHL w latach: 1984, 1986, 1990, 1992, 1994, 1995. Tylko raz w swojej historii nie awansowali do fazy playoff. W sezonie 2005/2006 zajęli ostatnie miejsce w dywizji B.C. W zespole mecze rozgrywali zawodnicy, którzy później grali w National Hockey League m.in.: Shane Doan, Jarome Iginla, Mark Recchi, Darryl Sydor, Scott Niedermayer, Scottie Upshall. Drużyna swoje mecze rozgrywa w centralnej części miasta Kamloops przy drodze Mark Recchi Way nad rzeką Thompson w mogącej pomieścić 5 658 osób hali Interior Savings Centre.
Trenerami zespołu byli m.in. takie sławy jak: Ken Hitchcock, Tom Renney, Don Hay, Marc Habscheid i Dean Evason.
Zespół zamieszczony został w fabule książki Sigmunda Brouwera Blazer Drive, której głównym bohaterem jest lewoskrzydłowy Kamloops Blazers - Josh Ellroy.

## Ostatnie sezony
Legenda: M = Mecze, W = Wygrane, P = Przegrane, PpD = Przegrane po dogrywce lub karnych, Pkt = Punkty, GZ = Gole zdobyte, GS = Gole Stracone, PIM = Minuty kary, Dywizja = Miejsce w Dywizji, Play-Off
| Sezon   | M  | W  | P  | PpD | GZ  | GS  | Pkt | Dywizja          | Playoffs                                                |
| 2005–06 | 72 | 34 | 33 | 5   | 179 | 196 | 73  | 5. miejsce, B.C. | Nie zakwalifikowali się                                 |
| 2006–07 | 72 | 40 | 26 | 6   | 245 | 222 | 86  | 2. miejsce, B.C. | Porażka w ćwierćfinale konferencji, 0-4 (Prince George) |
| 2007–08 | 72 | 27 | 41 | 4   | 197 | 253 | 58  | 4. miejsce, B.C. | Porażka w ćwierćfinale konferencji, 0-4 (Tri-City)      |
| 2008–09 | 72 | 33 | 33 | 6   | 242 | 277 | 72  | 3. miejsce, B.C. | Porażka w ćwierćfinale konferencji, 0-4 (Kelowna)       |

## Rekordy drużyny
| Rekordy drużyny dotyczące pojedynczego sezonu |       |           |
| Statystyka                                    | Razem | Sezon     |
| Najwięcej punktów                             | 113   | 1986/1987 |
| Najwięcej zwycięstw                           | 56    | 1989/1990 |
| Najwięcej zdobytych goli                      | 496   | 1986/1987 |
| Najmniej zdobytych goli                       | 161   | 2004/2005 |
| Najmniej straconych goli                      | 182   | 2003/2004 |
| Najwięcej straconych goli                     | 464   | 1981/1982 |

## Sukcesy
- Memorial Cup: 1992, 1994, 1995
- Ed Chynoweth Cup: 1984, 1986, 1990, 1992, 1994, 1995
- Scotty Munro Memorial Trophy: 1984, 1987, 1990, 1991, 1992, 1994, 1995